# Mislak
Mislak is een bestuurslaag in het regentschap Bangka Barat van de provincie Bangka-Belitung, Indonesië. Mislak telt 1445 inwoners (volkstelling 2010).